# 情熱のバルセロナ
『情熱のバルセロナ』（じょうねつのバルセロナ）は宝塚歌劇団のミュージカル作品。

## 概要
原作はスタンダールの小説『パルムの僧院』。19世紀のスペイン・バルセロナの物語として脚色舞台化。持ち前の情熱を若年故に暴発させた青年貴族と清純で敬虔な少女との悲恋を描く。

## 上演データ
1982年月組公演
- 脚本・演出：柴田侑宏
- 作曲・編曲：寺田瀧雄・高橋城

1982年10月1日から11月9日（新人公演：10月29日）に宝塚大劇場、1983年8月4日から8月29日（新人公演：8月17日）に東京宝塚劇場で上演された。
併演は『愛限りなく』。
大地真央・黒木瞳のトップコンビ就任披露公演となった。なお、東京公演版では物語の結末がほぼ正反対の形に改変された。
2009年雪組公演
- 脚本：柴田侑宏
- 演出：中村一徳

11月14日から12月13日に全国ツアーで再度脚本の1部を改変しフィナーレをカットして上演。
併演はラテン・ロマンチカ『RIO DE BRAVO!!』。

### 全国ツアーの公演場所
- 11月14日・15日　市川市文化会館（千葉県）
- 11月17日　オーバード・ホール（富山県）
- 11月19日　新潟県民会館
- 11月21日・22日・23日　中京大学文化市民会館オーロラホール（愛知県名古屋市）
- 11月25日　島根県芸術文化センター
- 11月27日　九州厚生年金会館（福岡県北九州市）
- 11月28日・29日　福岡市民会館（福岡県）
- 12月1日　iichiko総合文化センター（大分県）
- 12月3日　崇城大学市民ホール（熊本市民会館）（熊本県）
- 12月5日・6日　宝山ホール（鹿児島県文化センター）
- 12月8日・9日　アクトシティ浜松（静岡県）
- 12月10日　瀬戸市文化センター（愛知県）
- 12月12日・13日　梅田芸術劇場・メインホール（大阪府大阪市）

## 1982年・宝塚大劇場公演のデータ
形式名は「ミュージカル・ロマン」。18場。副題は「スタンダール作「パルムの僧院」より。

### スタッフ（1982年・宝塚大劇場公演のデータ）
- 作・演出：柴田侑宏
- 音楽：寺田瀧雄、高橋城
- 音楽指揮：野村陽児
- 振付：河上五郎、司このみ
- 装置：黒田利邦
- 衣装：任田幾英
- 照明：今井直次
- 音響：松永浩志
- 小道具：万波一重
- 効果：扇野信夫
- 演出助手：正塚晴彦、谷正純
- 制作：山田謙二
- ヘア・デザイン：和田好弘

## 登場人物
- フランシスコ・ラフォーレ侯爵（ファブリス） … 主人公。
- ロザリア・ジサント（クレリア） … 将軍の娘。
- リンダ・メレンデス公爵夫人（ジーナ） … フランシスコのおば、社交界の花形。
- ラファエル（フェラント） … ジプシー、フランシスコの友人。
- ルイス伯爵（モスカ） … 宰相、リンダの愛人。
※カッコ内は原作における役名。

## 主な配役

### 1982、1983年月組（宝塚・東京）
- フランシスコ：大地真央（郷真由加）
- ロザリア：黒木瞳（梢真奈美）

- リンダ：条はるき
- ラファエル：剣幸
- ルイス：水代玉藻
※カッコ内は新人公演・配役。フランシスコとロザリアのみとする。

### 2009年雪組（全国ツアー）
- フランシスコ：水夏希
- ロザリア：愛原実花

- エドワルド大公：未来優希
- ルイス伯爵：彩吹真央
- ロジータ：麻樹ゆめみ
- ファニータ：舞咲りん
- カルロス：奏乃はると
- エンリケ：彩那音
- エリザベス大公妃：花帆杏奈
- マチルダ：神麗華
- パポーン侯爵夫人：涼花リサ
- ジサント将軍：真波そら
- ラファエル：緒月遠麻
- リンダ・メレンデス公爵夫人：晴華みどり
- モニカ：早花まこ
- ファノ：大湖せしる
- サンドロ：彩夏涼
- ジュゼッペ：紫友みれい
- ディエゴ：祐輝千寿
- コンスエロ：沙月愛奈
- マルタ：花夏ゆりん
- ぺぺ：涼瀬みうと
- セルバンテス伯爵：蓮城まこと
- リノ：香音有希
- ルピーノ：朝風れい
- 密偵：梓晴輝
- テレジータ：美乃ほのか
- ドロレス：希世みらの
- 憲兵：彩凪翔
- マルキータ：笙乃茅桜
- コンチータ：舞園るり
- 衛兵：千瀬聖
- 従卒：久城あす
- タマラ：天舞音さら
- 夫人：杏野このみ